# Барсена
Барсена (ісп. Bárcena) — активний вулкан на острові Сан-Бенедикто, Мексика. Це південна частина острова, яка утворилася в 1952 році. До цього в Тихому океані була підводна кальдера. Сусідній вулкан називається Бенедикто. Кратер нагадує маленьку кальдеру. У 2003 і 2004 роках відзначилося посилення активності  фумарол.

## Ресурси Інтернету
- Вікісховище має мультимедійні дані за темою: Барсена
- Вулкан Барсена. Global Volcanism Program. Смітсонівський інститут. (англ.)
- Volcano Live — John Search [Архівовано 7 січня 2017 у Wayback Machine.]
- Volcanodb.com